# Estrecho de Tacoma
El estrecho de Tacoma (en inglés: The Tacoma Narrows or The Narrows), es un estrecho marino de la costa del Pacífico de los Estados Unidos, parte de Puget Sound  —separa la cuenca Sur de la cuenca Central— en el estado de  Washington. Una vía marítima navegable entre accidentes geográficos glaciales, Narrows separa la península de Kitsap de la ciudad de Tacoma. 

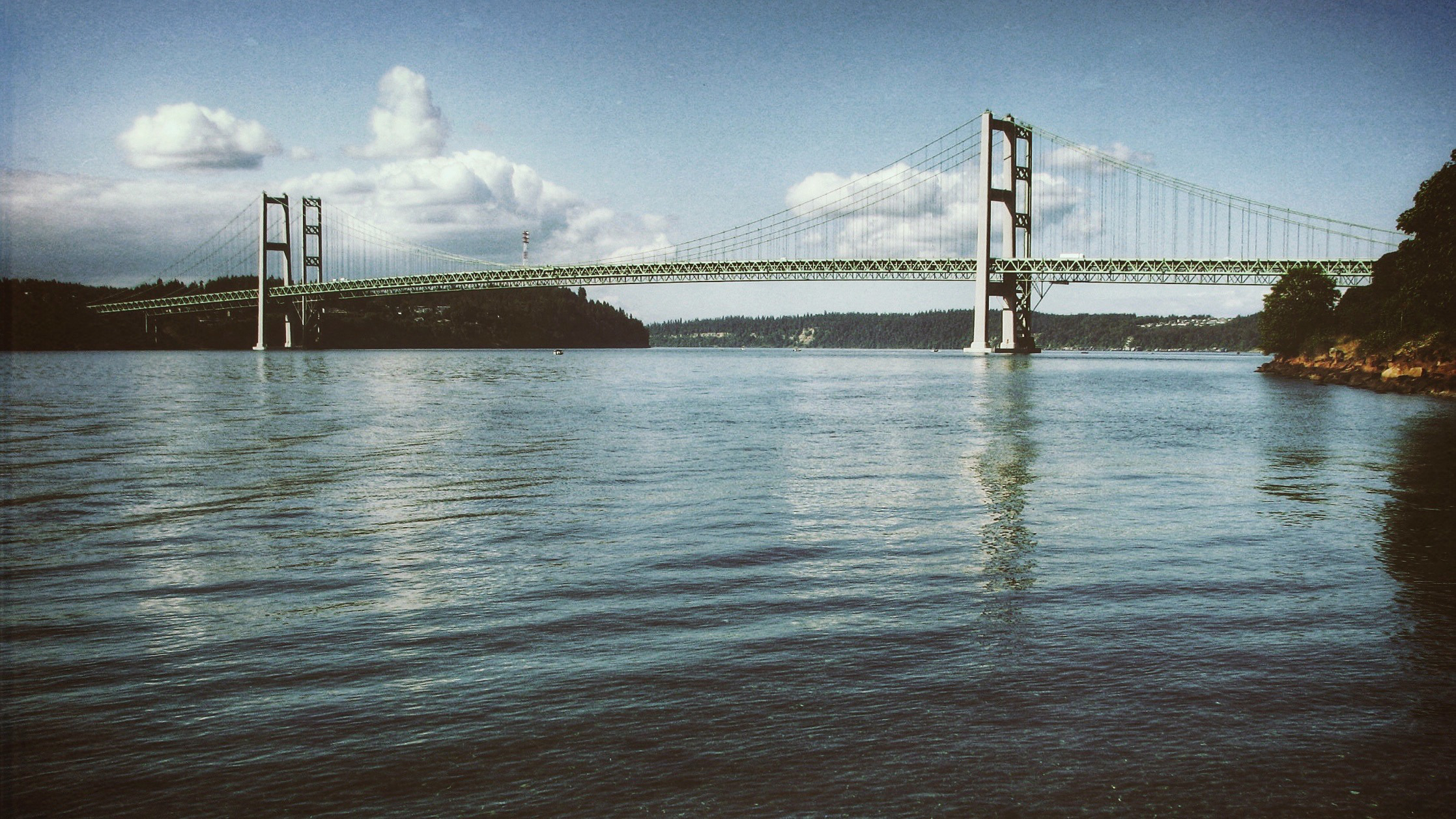
Vista de los puentes gemelos que atraviesan el estrecho

El estrecho está atravesado por los puentes gemelos de Tacoma Narrows (Ruta Estatal 16). Un puente anterior, también llamado Puente de Tacoma Narrows,  colapsó poco después de que se abriera, el 7 de noviembre de 1940 por causa de la resonancia producida por las ráfagas de viento que excitaron las frecuencias naturales del puente.  Este acontecimiento fue filmado, registrándose unas imágenes espectaculares de su destrucción. Hoy en día, algunos de los pulpos más grandes del mundo, el  pulpo gigante del Pacífico, viven entre las ruinas del puente original.
En 1841, Charles Wilkes, durante la Expedición de Exploración de los Estados Unidos (1838-1842), nombró el estrecho simplemente como «Narrows». Su nombre fue formalmente establecido como «The Narrows» por Henry Kellett durante la reorganización de la carta del Almirantazgo británico de 1847.